# 스바루 알시오네 SVX

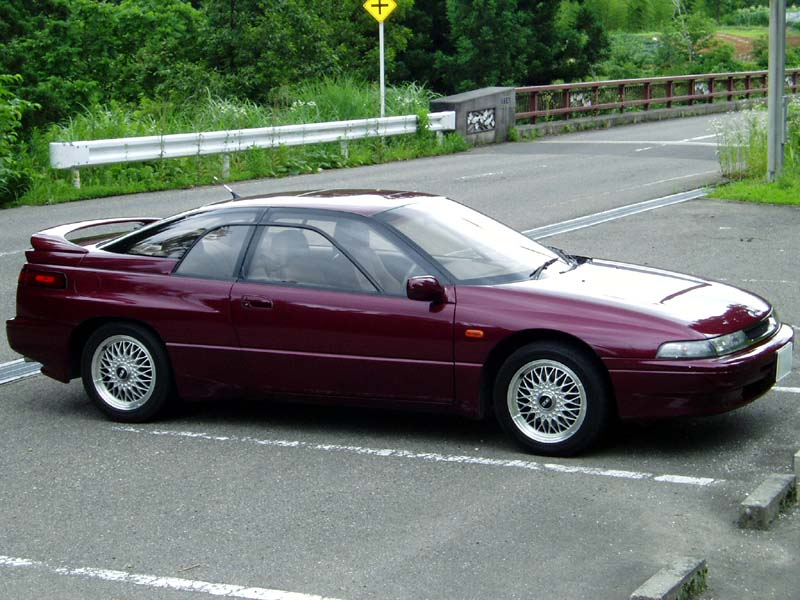
스바루 알시오네 SVX (일본 사양)

스바루 알시오네 SVX(일본어: スバル・アルシオーネSVX 스바루 아루시오네 SVX[*], Alcyone SVX) 는, 후지 중공업 (스바루) 이 1991년 9월에 발매를 개시한 5인승 2도어 쿠페 타입의 자동차이다.
이름은, 황소자리에 있는 플레이아데스 성단 (스바루)에서 가장 밝은 별의 알키오네 (Alcyone) 에, "Subaru Vehicle X"를 생략 한 "SVX"를 조합한 것이다.
1996년 12월에 후속 없이 단종되었다.